# Mulia Subur
Mulia Subur is een bestuurslaag in het regentschap Pelalawan van de provincie Riau, Indonesië. Mulia Subur telt 1180 inwoners (volkstelling 2010).